# Agrocentrismo
El agrocentrismo significa que tanto la cosmovisión, como la organización social, las artes, la filosofía, la religión, los esquemas perceptivos, el lenguaje y las tecnologías se desarrollaron en función de la actividad agropecuaria.
De esta manera, la organización social tiene como principal tarea el ordenamiento del proceso agropecuario. Las características del ambiente como ser: el riesgo, variabilidad, dificultad para el trabajo, exigen decisiones de conjunto para el manejo técnico y administrativo del "espacio - tiempo" de la comunidad con fines agropecuarios.
El desarrollo de este manejo del "espacio - tiempo" con fines agrícolas, está necesariamente interrelacionado con:
- El desarrollo de la organización social. Las estructuras organizativas, las funciones y los roles se han desarrollado principalmente para viabilizar la agricultura.
- La unidad organizativa es la comunidad andina. Por su importancia se describirá en detalle
- La religión y la filosofía, que definen y transmiten los hitos y principios para este manejo,
- Los esquemas perceptivos y el lenguaje, que permiten tener categorías comunes de interpretación-clasificación y transmisión de información acerca de la realidad,
- Las tecnologías agropecuarias ricas y flexibles para tener respuestas adecuadas a su ambiente
- Las artes como una memoria histórica de la interpretación de la realidad

En la cultura andina, el agrocentrismo está ligado a un manejo integrado del ecosistema, lo cual significa la coexistencia de gran diversidad de actividades económicas pero todas ellas se estructuran alrededor de las existencias y necesidades del agro.